# Moosholzen
Moosholzen ist ein Ortsteil des Marktes Langquaid im niederbayerischen Landkreis Kelheim.

## Lage
Die Einöde liegt in der Hallertau, auf einer Waldrodung knapp 6 km nordöstlich des Kernortes Langquaid. Südlich verläuft der Moosholzener Graben, ein Quellbach der Pfatter. Der Ort ist erreichbar über eine von Paring über Stumpföd kommende Stichstraße.

## Geschichte
Bis zur Gemeindegebietsreform ein Ortsteil der ehemaligen Gemeinde Paring, wurde Moosholzen am 1. Mai 1978 nach Langquaid eingemeindet.